# Nyctophilus geoffroyi
Nyctophilus geoffroyi är en fladdermusart som beskrevs av Leach 1821. Nyctophilus geoffroyi ingår i släktet Nyctophilus och familjen läderlappar. Inga underarter finns listade i Catalogue of Life. Wilson & Reeder (2005) skiljer mellan tre underarter.

## Utseende
Artens tjocka päls har en brun till ljusgrå färg och den är på ovansidan lite mörkare än vid buken. Flygmembranen är däremot naken. Svansen är helt omsluten av flygmembranen mellan bakbenen och de stora öronen är på hjässan sammanlänkade med varandra. Liksom andra medlemmar av samma släkte men i motsats till de flesta andra läderlappar har Nyctophilus geoffroyi ett hudveck (blad) vid näsan som har formen av ett omvänt Y. Individerna väger 6 till 8 g.

## Utbredning och habitat
Denna fladdermus förekommer i stora delar av Australien. Den saknas bara på Kap Yorkhalvön och i angränsande områden av nordöstra Australien. Arten hittas även på Tasmanien och på flera mindre australiska öar. Den vistas främst i låglandet och ibland når den 1580 meter över havet. Nyctophilus geoffroyi förekommer i nästan alla habitat med träd, inklusive trädgårdar och stadsparker.

## Ekologi
Individerna vilar i trädens håligheter, under lösa barkskivor och i byggnader. Under varma årstider är de aktiva mellan skymningen och gryningen. På vintern är aktiviteten begränsad till några få timmar. Hanar och honor lever allmänt ensam. Under fortplantningstiden bildar honor flockar med 10 till 100 medlemmar (sällan 200) som besöks av en eller flera hanar.
Nyctophilus geoffroyi jagar flygande och marklevande insekter med hjälp av ekolokalisering och hörseln. Enligt olika studier flyger den tätt över marken eller på 2 till 5 meters höjd.
Parningen sker under våren eller tidiga sommaren. Honor föder oftast tvillingar och ibland bara en unge. När modern jagar stannar ungarna i boet. Efter cirka 6 veckor kan ungarna flyga och följa med på utflykter.

## Nyctophilus geoffroyioch människor
Arten är inte rädd för människor och den plockar till och med insekter från människans hand. När Nyctophilus geoffroyi söker skydd i människans byggnader kan den orsaka oönskad oreda. Ibland lämnar arten smuts på nytvättade kläder. Den fångar stora mängder insekter vad som betraktas som gynnande.
Beståndet anses vara stabilt. IUCN kategoriserar arten globalt som livskraftig.